# 2016-os Európa-liga-döntő
A 2016-os Európa-liga-döntő az európai labdarúgó-klubcsapatok második legrangosabb tornájának 7., jogelődjeivel együttvéve a 45. döntője volt. A mérkőzést a bázeli St. Jakob-Parkban rendezték 2016. május 18-án. A mérkőzés győztese részt vesz a 2016-os UEFA-szuperkupa döntőjében, ahol az ellenfél a 2015–2016-os UEFA-bajnokok ligája győztese lesz.

## A mérkőzés
| 2016. május 18. 20:45 (CEST) |

| Liverpool FC  | 1–3               | Sevilla FC               |
| ------------- | ----------------- | ------------------------ |
| Sturridge 35' | (1–0) Jegyzőkönyv | Gameiro 46' Coke 64' 70' |

| St. Jakob-Park, Bázel Nézőszám: 34 429 Játékvezető: Jonas Eriksson (svéd) |